# Finiș
Finiș là một xã thuộc hạt Bihor, România. Dân số thời điểm năm 2002 là 3693 người.